# Philippe Spall
Philippe Spall est un acteur franco-britannique né dans les Cornouailles.

## Filmographie

### Cinéma
- 2004 : Shaun of the Dead : un zombie
- 2006 : Plane Day
- 2007 : Les Vacances de Mr Bean : le journaliste français
- 2007 : Neil : Neil
- 2008 : The Last Yoghurt : Graham
- 2009 : Lucky Dip : Skinny Dipper
- 2009 : Shifts : le manager
- 2010 : A Little While : Tom
- 2012 : Betsy and Leonard : Dave
- 2013 : Rush : le journaliste français
- 2014 : Salsa Fury : M. Jarvis
- 2016 : Alliés : Monet
- 2016 : Los Feliz : The Devil
- 2017 : Alberto Giacometti, The Final Portrait : Pimp
- 2017 : Wonder Woman : l'agent de tranchée belge
- 2018 : Macbeth : Seyton
- 2019 : Judy : le conducteur de taxi
- 2019 : Downton Abbey : Monsieur Courbet
- 2019 : A Battle in Waterloo : Arnaud
- 2020 : Sacrées Sorcières

### Télévision
- 2004 : Keen Eddie : Paul Fortier (1 épisode)
- 2008 : Clone : Philippe (1 épisode)
- 2015 : Dans l'ombre des Tudors : le bourreau (1 épisode)
- 2017 : Doctors : Mark Shawcross (1 épisode)
- 2017 : Red Dwarf : Vlad III l'Empaleur (1 épisode)
- 2018 : Patriot : le conseiller (1 épisode)
- 2019 : The Witcher : Hemet (1 épisode)

2023: The Crown saison 6: le parisien qui promène son chien
- 2025 : Andor saison 2 : Sunnif Brecanti